# Грабова
Грабова́ — село в Україні, в Буській міській громаді Золочівського району Львівської області. До 2020 року села Грабова, Соколя, Будиголош, Волиця-Деревлянська, Забрід, Маращанка підпорядковувалися Соколянській сільській раді, нині орган місцевого самоврядування — Буська міська рада. Населення становить 403 особи.

## Населення
Станом на січень 1939 року у селі мешкало 1090 осіб, з них: 1010 українців, 15 поляків, 95 латинників, 15 юдеїв та 15 німців. За даними всеукраїнського перепису населення 2001 року у селі мешкало 402 особи, у 2021 році — 403 особи.
Мова
Розподіл населення за рідною мовою за даними перепису 2001 року був наступним:
| українська | 402 | 100,00 |

## Географія
Село Грабова знаходиться на відстані 63 км від обласного центру, 46 км — районного центру та 11 км — від адміністративного центру міської громади. Воно межує на півночі з селом Полонична, на сході — з Заводське, на півдні — з селом Яблунівка, на заході — з селом Будиголош. Відстань до найближчої залізничної станції Красне складає 19 км.

## Топоніми

### Урбаноніми
Кількість елементів інфраструктури в селі — це 7 вулиць з 105 будинками.
Вулиці
- Водна
- Зелена
- Полісся
- Соняшна
- Соснина
- Центральна
- Шкільна

## Історія
Наприкінці XIX століття найбільша власність у Грабовій належала спадкоємцям графа Генрика Мієра. Працювали тартак, водяний млин, філіальна школа. У селі діяла греко-католицька церковна громада з дочірньою парафією в Яблунівці (разом 1137 вірних), що належали до Буського деканату Львівської архідієцезії, а також римсько-католицька церковна громада (520 вірних), що належала до парафії у Буську.
За Речі Посполитої входило до складу Кам'янко-Струмилівського повіту, Тернопільського воєводства, як адміністративний центр ґміни Грабова.

## Пам'ятки, визначні місця

### Церква Різдва Пресвятої Богородиці
Церква Різдва Пресвятої Богородиці — одна з найстарших в околиці, збудована у 1778 році біля дороги на східній околиці села. 1907 року церква капітально відремонтована, поставлена на фундамент з каменю та цегли, розширений бабинець. До 1939 року покровителькою церкви в Грабовій була архикнягиня Аліція Габсбург з міста Живець. У 1981 році зруби над піддашшям обшиті оцинкованою бляхою.
Тризрубна триверха церква складається з рівношироких зрубів нави і бабинця, до якого з заходу прибудований також рівноширокий присінок та вужчого квадратового в плані вівтаря зі сходу. До вівтаря з півночі прибудована ризниця. Оточена піддашшям на випустах вінців зрубу та приставних кронштейнах. Стіни підопасання складаються з фарбованих соснових брусів зрубу, надопасання — оббиті цинкованою бляхою. Низький восьмерик нави вкритий банею з ліхтарем і маківкою. Менші за розміром восьмерики над вівтарем та бабинцем завершують невеликі шоломові бані. По зовнішньому ремонті на зламі 2000—2010-х років розфарбували бляху на стінах і восьмериках, верхи перекрили новою бляхою, присінок оббили пластиком. До художнього оформлення храму належать монументальні розписи виконані до 1909 року та дерев'яний, позолочений чотириярусний іконостас початку XIX століття. На південний захід від церкви розташована дерев'яна триярусна дзвіниця, вкрита наметовим пірамідальним дахом.
Нині церква перебуває у користуванні громади УГКЦ. Пам'ятка архітектури національного значення. 